# Rendang (gerecht)
Rendang (Minangkabaus: randang) is een groep gerechten uit de Padangse keuken, verenigd door een gemeenschappelijke bereidingswijze: ingrediënten zeer langzaam stoven, in een kruidige saus op basis van kokosmelk die volledig verdampt. Op deze manier kunnen dierlijke en plantaardige producten worden bereid, het laatste gebeurt minder vaak. Rendang is een van de karakteristieke gerechten van de Minangkabause keuken en het werd oorspronkelijk meestal ter ere van de gasten bij bijzondere bijeenkomsten geserveerd, zoals huwelijken en adatceremoniën. In de loop van de tijd zijn het alledaagse maaltijden geworden die zeer populair zijn. De naam is afgeleid van het woord merandang dat "langzaam" betekent.
Er bestaan honderden soorten rendang, die verschillen in de belangrijkste ingrediënten, kruiden en enkele nuances van de bereiding. Over het algemeen wordt het gerecht gemaakt van één bepaald product maar soms bevat het twee of meer hoofdingrediënten. Vleesrendangs, vooral die gemaakt van rundvlees en rundvleesbijproducten, zijn bijzonder geliefd, met name ook buiten het verspreidingsgebied van de Minangkabau - in verschillende regio's van Indonesië, in het naburige Maleisië, Singapore en Brunei, evenals in Nederland.
Hoewel rendang buiten Indonesië vaak omschreven wordt als een curry, lijkt een echte rendang niet op een curry. In Nederland wordt het meestal als vleesgerecht geserveerd, als bijgerecht bij de rijsttafel in Indonesische en Chinees-Indische restaurants. Ook is het als vleesgerecht verkrijgbaar in toko's.

## Plaats in de cultuur
Rendang is een eeuwenoud gerecht dat een belangrijke plaats inneemt in de Padangse keuken. Het wordt beschouwd als het belangrijkste symbool ervan - evenals een van de informele symbolen van het Minangkabau-volk als geheel. Verschillende soorten rendang zijn een essentieel onderdeel van de traditionele Padangse feestmaaltijden - nasi padang en nasi kapau, evenals de collectieve feesten die typisch zijn voor dit volk - makan bajamba. Dankzij het lange stoven met pepers en kruiden kunnen de meeste soorten van deze gerechten lang bij kamertemperatuur worden bewaard - soms tot enkele weken, en daarom ook lang van tevoren worden toebereid.
Het bereiden van rendang en het lange kookproces staan symbool voor geduld, wijsheid en oprechtheid. De vier hoofdingrediënten symboliseren de Minangkabaugemeenschap: het vlees symboliseert de leiders, de ouderen en de edelen, de kokosmelk symboliseert de intellectuelen, leraren, dichters en schrijvers. De chilli symboliseert de religieuze leiders. De kruidenmix symboliseert het geheel van de cultuur en hoe de groepen samen komen.

## Bereiding
Rendang wordt meestal gemaakt van rundvlees (van de karbouw) en wordt dan ook wel randang dagiang genoemd. Men gebruikt in plaats van rundvlees soms ook lever (van rund of kip), kippenvlees, geitenvlees, hertenvlees of eend, of groenten als nangka of cassave. Het vlees of de groente wordt langzaam in kokosmelk (santan) en kruiden gekookt. De bereidingstijd is afhankelijk van het gebruikte basisingrediënt.
De traditionele droge rendang wordt helemaal ingekookt, tot de vloeistof is verdampt en het vlees de kruiden heeft geabsorbeerd. Door het verdampen van de vloeibare bestanddelen verandert het kookproces van koken in bakken. Door het langzame kookproces wordt het vlees mals en trekken de smaken van de kruiden goed in het vlees. Kruiden die gebruikt worden, zijn onder andere gember, laos, citroengras, knoflook, ui, spaanse pepers en koenjitbladeren. Rendang van kip of eend bevat vaak ook tamarinde.

## Gebruik
In West-Sumatra onderscheidt men natte rendang en droge rendang. Rendang die nog "nat" is, wordt kalio genoemd. Deze kalio wordt meestal als rendang geserveerd in restaurants, vooral in restaurants buiten West-Sumatra. Kalio is ongeveer een maand houdbaar zonder koeling. "Droge" rendang is de traditionele Minangkabause rendang. De voorgenoemde kalio wordt helemaal drooggekookt en de rendang wordt  daarna bij voortdurend omscheppen gebakken tot het vlees bijna zwart kleurt. De droge variant van rendang wordt bij ceremoniële gebeurtenissen gebruikt. Deze droge rendang is zonder koeling zo'n 3 tot 4 maanden houdbaar.
In West-Sumatra wordt rendang traditiegetrouw gegeten met witte rijst (nasi putih). In Maleisië gebruikt men ook vaak ketupat, dat is kleefrijst gestoomd in een soort doosje van geweven klapperblad, gelijkend op lontong, of lemang, dat is kleefrijst bereid in bamboestengels. De laatste twee rijstsoorten (dan respectievelijk katupek en lamang genoemd) vinden echter ook bij de Minangkabau steeds meer ingang. Ook lontong wordt tegenwoordig wel gebruikt.